# 本郷パーキングエリア
本郷パーキングエリア（ほんごうパーキングエリア）は、広島県安芸高田市美土里町本郷の中国自動車道上にあるパーキングエリア。
上り線と下り線のエリアは中原トンネルを挟んで4.3km離れているが、どちらも広島県安芸高田市美土里町本郷に位置する。
広島県内の中国自動車道におけるパーキングエリアで唯一売店があり、2007年（平成19年）4月1日から営業時間が短縮されたものの同じく広島県内の中国道にかつて売店があった帝釈峡PAよりは長い。同PAの当時の営業時間は9時から18時までだった。

## 道路
- E2A 中国自動車道

## 施設

### 上り線（松江・大阪方面）
- 駐車場
  - 大型13台
  - 小型26台
  - 二輪4台
  - トレーラー2台
  - 車椅子用駐車場有
- トイレ
  - 男性 大2（和式0・洋式2）・小4
  - 女性 5（和式1・洋式4）
  - 車椅子用 1
- スナック（サルボ両備 8:00 - 19:00）
- ショッピング（サルボ両備 8:00 - 19:00）
- 自動販売機

### 下り線（広島・浜田方面）
- 駐車場
  - 大型13台
  - 小型26台
  - 二輪4台
  - トレーラー2台
  - 車椅子用駐車場有
- トイレ
  - 男性 大2（和式0・洋式2）・小4
  - 女性 5（和式1・洋式4）
  - 車椅子用 1
- スナック（サルボ両備 8:00 - 19:00）
- ショッピング（サルボ両備 8:00 - 19:00）

E74 浜田自動車道へ行く場合には、この先の寒曳山PAは売店が閉店したため当エリアが最後の売店になる。
- 自動販売機

## 隣
E2A 中国自動車道
(23)高田IC - 美土里BS - 本郷PA - (24)千代田IC/BS